# Someșu Cald
Someșu Cald – wieś w Rumunii, w okręgu Kluż, w gminie Gârbău. W 2011 roku liczyła 279 mieszkańców.